# Ја знам
Ја знам је назив седамнаестог албума Зорице Брунцлик, издатог за продукцијску кућу ПГП РТС (тада ПГП РТБ), у сарадњи са продукцијском кућом Мирољуба Аранђеловића Кемиша.
Албум је изнедрио један од највећих хитова у Зоричиној каријери, песму Ја знам, као и популарну верзију народне песме Еј, чија фрула овим шором свира, за коју је музику одсвирао оркестар Радио-телевизије Србије. Са песмом Убиле ме очи зелене Зорица је однела победу на фестивалу народне музике Шумадијски сабор 1992. године.

## Песме
На албуму се налазе следеће песме: